# Señora Acero
A Señora Acero, egy 2014 és 2019 között vetített amerikai és mexikói telenovella a Telemundótól és az Argostól. Főszereplői: Blanca Soto, Litzy, Damián Alcázar, Andrés Palacios, Rebecca Jones és Jorge Zárate. A sorozat 2014. szeptember 23-án 22:00 órakor került adásba a Telemundo csatornán.

## Történet
|  | Alább a cselekmény részletei következnek! |

Sara Aguilar, a fiatal és naiv nő tökéletes társa Vicente Aceronak. Az esküvőjük napján fegyveresek támadnak rájuk és Sarát elrabolják. Sarának sikerül megszökni, de születendő gyermekét elveszíti. Vicentét csapdába csalja és megöli Indio Rodríguez, a tijuanai drogkartell feje. Vicente halála után Sara rádöbben, hogy férje nem az a becsületes férfi, akinek tartotta. Vicente kétes üzleteket kötött drogkereskedőkkel. Sarának hamarosan fiával együtt menekülnie kell férje ellenségei elől.
|  | Itt a vége a cselekmény részletezésének! |

## Szereplők

### Főszereplők
| Színész(nő)                  | Szerepnév                            | Megjegyzés                                                                              | Évad |
| ---------------------------- | ------------------------------------ | --------------------------------------------------------------------------------------- | ---- |
| Blanca Soto                  | Sara Aguilar Bermúdez 'Señora Acero' | Carlota és José lánya, Berta és Josefina testvére, Salvador édesanyja, Vicente felesége | 1-2  |
| Litzy                        | Aracely Paniagua                     | Sara barátnője                                                                          | 1-2  |
| Damián Alcázar               | Vicente Acero                        | Rendőr, Junio testvére, Salvador édesapja, Sara férje                                   | 1    |
| Marco Pérez                  | Felipe Murillo                       | Korrupt politikus, Josefina férje, Salvador keresztapja                                 | 1    |
| Jorge Zárate                 | Amaro 'El Indio' Rodríguez           | A tijuanai drogkartell vezetője                                                         | 1-2  |
| Rossana San Juan             | Mariana Huerdo de Acero              | Junio felesége                                                                          | 1    |
| Andrés Palacios              | Eliodoro Flores Tarso                | Rendőr, Vanessa férje                                                                   | 1    |
| Rebecca Jones                | Enriqueta Sabido                     | Aracely és Sara munkatársa                                                              | 1    |
| Carmen Madrid                | Cornelia Ríos                        |                                                                                         | 1    |
| Arturo Barba                 | Junio Rafael Acero Benítez           | Vicente testvére, Mariana férje                                                         | 1    |
| Luciana Silveyra             | Berta Aguilar de Villaraigosa        | Carlota és José lánya, Sara testvére, Esteban felesége                                  | 1-2  |
| Valentina Acosta             | Miriam Godoy                         |                                                                                         | 1    |
| Pilar Ixquic Mata            | Carlota Bermúdez de Aguilar          | José felesége/özvegye; Sara, Berta és Josefina édesanyja                                | 1    |
| Andrés Zúñiga                |                                      |                                                                                         | 1    |
| Viviana Serna Ramírez        | Lupita                               |                                                                                         | 1    |
| Juan Carlos Martín del Campo | Rufino Valdés                        |                                                                                         | 1    |
| Aurora Gil                   | Josefina Aguilar de Murillo          | Carlota és José lánya, Sara és Berta testvére, Felipe felesége                          | 1-2  |
| Alejandro Caso               | Juan                                 | Enriqueta bűntársa                                                                      | 1    |
| Héctor Berzunza              |                                      |                                                                                         | 1    |
| Sergio Lozano                | Joaquín                              |                                                                                         | 1    |
| Iñaki Goci                   |                                      |                                                                                         | 1    |
| Alex Perazza                 |                                      |                                                                                         | 1    |
| Raúl Aranda-Lee              |                                      |                                                                                         | 1    |
| Alán Castillo                | Salvador Acero Aguilar (1)           | Sara és Vicente fia                                                                     | 1    |
| Alejandro Calva              | Miguel Quintanilla                   |                                                                                         | 1-2  |
| José Luis Reséndez           | Acasio Martínez Pérez 'El Teca'      |                                                                                         | 1-2  |
| Lincoln Palomeque            | Manuel Caicedo 'El Parche'           |                                                                                         | 1-2  |

### Vendég- és mellékszereplők
| Színész(nő)               | Szerepnév                                 | Megjegyzés                                         | Évad |
| ------------------------- | ----------------------------------------- | -------------------------------------------------- | ---- |
| Aida Salazar              |                                           |                                                    | 1    |
| Alan Guillen              | Ramón 'Ramoncito'                         |                                                    | 1    |
| Alberto Agnesi            | Marcelo Dóriga                            |                                                    | 1-2  |
| Ana Lucía Domínguez       | La Tuti                                   |                                                    | 2    |
| Andrés Zuno               | Plutarco                                  |                                                    | 1    |
| Arap Bethke               | Gabriel 'Muñeco' Cruz                     | Bűnöző                                             | 1    |
| Briggitte Bozzo           | Patricia Flores                           |                                                    | 1    |
| Carla Hernández           | Señorita Aldama                           |                                                    | 2    |
| Christian Sánchez         | Diego Machado                             | DEA-ügynök                                         | 1    |
| Diego Soldano             | Pedro Juárez                              |                                                    | 2    |
| Eric Ramírez              | El Timbón                                 |                                                    | 1    |
| Fabián Peña               | Álvaro Barba                              | Alsó-Kalifornia kormányzójelöltje, Óscar testvére  | 1    |
| Francisco 'Pakey' Vázquez |                                           |                                                    | 2    |
| Hugo Catalán              |                                           |                                                    | 1    |
| Lourdes Reyes             | Cayetana Roca                             |                                                    | 2    |
| Luis Trujillo             | El Capi                                   | Bűnöző                                             | 1    |
| Mario Loría               | Heriberto Roca                            |                                                    | 2    |
| Martín Barba              | Joaquín 'Joaco'                           |                                                    | 1    |
| Mauricio Hénao            | José Ángel Godoy                          |                                                    | 2    |
| Olga Segura               | Edith                                     |                                                    | 1    |
| Patricio Sebastián        | Salvador Acero Aguilar (2)                | Sara és Vicente fia                                | 1    |
| Rafael Amaya              | Aurelio Casillas 'El Señor de los Cielos' | Sinaloai drogkereskedő                             | 1    |
| Raúl Greco                |                                           |                                                    | 1    |
| René García               | Dr. Fernández                             | Guadalajarai orvos                                 | 1    |
| Roberto Wohlmuth          |                                           |                                                    | 1    |
| Rodrigo Guirao            | Mario Casas                               |                                                    | 2    |
| Tamara Mazarraza          | Makoki                                    |                                                    | 2    |
| Vince Miranda             | Óscar Barba                               | Alsó-Kalifornia kormányzójelöltje, Álvaro testvére | 1    |

## Évadok
| Évadok száma | Bemutató                                | Epizódok | Megjegyzés          | Előző                     | Következő               |
| ------------ | --------------------------------------- | -------- | ------------------- | ------------------------- | ----------------------- |
| 1.           | 2014. szeptember 23. - 2015. január 12. | 1-73     | hétfő-péntek, 22:00 | El Señor de los Cielos 2. | Dueños del paraíso      |
| 2.           | 2015. szeptember 22. - 2016. január 11. | 74-148   | hétfő-péntek, 22:00 | El Señor de los Cielos 3. | La querida del Centauro |
| 3.           | 2016. július 19. - 2016. december 15.   | 149-241  | hétfő-péntek, 22:00 | El Señor de los Cielos 4. |                         |

## Nemzetközi bemutató
| Ország                    | Csatorna  | Első rész            | Utolsó rész      | Megjegyzés          |
| ------------------------- | --------- | -------------------- | ---------------- | ------------------- |
| Amerikai Egyesült Államok | Telemundo | 2014. szeptember 23. | 2015. január 12. | hétfő-péntek, 22:00 |
| Mexikó                    | Gala TV   | 2014. december 1.    | 2015. május      | hétfő-péntek, 12:00 |

## Fordítás
- Ez a szócikk részben vagy egészben  a   Señora Acero című spanyol Wikipédia-szócikk fordításán alapul.  Az eredeti cikk szerkesztőit annak laptörténete sorolja fel. Ez a jelzés csupán a megfogalmazás eredetét és a szerzői jogokat jelzi, nem szolgál a cikkben szereplő információk forrásmegjelöléseként.